# Gagnef
Gagnef – miejscowość (tätort) w Szwecji, w regionie administracyjnym (län) Dalarna, w gminie Gagnef.
Według danych Szwedzkiego Urzędu Statystycznego liczba ludności wyniosła: 1199 (31 grudnia 2015), 1230 (31 grudnia 2018) i 1223 (31 grudnia 2019).